# 市守大鳥神社
市守大鳥神社（いちもりおおとりじんじゃ）は、東京都八王子市横山町にある神社。
南東近隣に子安神社があるが、この神社自体は西方やや距離のある場所にある八幡八雲神社の兼務社となっている。

## 歴史
1590年（天正18年）に創建された。同年の小田原合戦に伴う八王子城落城により、旧城下町の住人は甲州街道の八王子宿に集められることになった。同宿では市が開かれ、その市場の神として倉稲魂命を勧請し、「市守稲荷」と呼ばれる神社が創建することになった。
その後天日鷲命も祀られ、いつしか「市守大鳥神社」と呼ばれるようになった。宗教法人名も「市守大鳥神社」となっている。なお、社号標では「村社市守神社」となっている。

## 文化財
- 市守神社（八王子市指定史跡 昭和31年7月28日指定）[3]

## 交通アクセス
- 八王子駅より徒歩9分。